# Helga Klein
Pour les articles homonymes, voir Klein.
Helga Klein (née le 15 août 1931 à Mannheim et morte le 27 janvier 2021) est une athlète (ouest-)allemande spécialiste du 100 mètres et du 200 mètres. Licenciée au Sport Gemeinschaft Mannheim, elle mesure 1,64 m pour 55 kg.

## Carrière

### Palmarès
| Date | Compétition           | Lieu     | Résultat | Performance |        |
| ---- | --------------------- | -------- | -------- | ----------- | ------ |
| 1952 | Jeux olympiques d'été | Helsinki | 5e       | 200 mètres  | 24 s 6 |
| 1952 | Jeux olympiques d'été | Helsinki | 2e       | 4 × 100 m   | 45 s 9 |

### Records
| Épreuve    | Performance | Lieu     | Date |
| ---------- | ----------- | -------- | ---- |
| 100 mètres | 11 s 8      |          | 1952 |
| 200 mètres | 24 s 4      | Helsinki | 1952 |